# Censo chileno de 2002

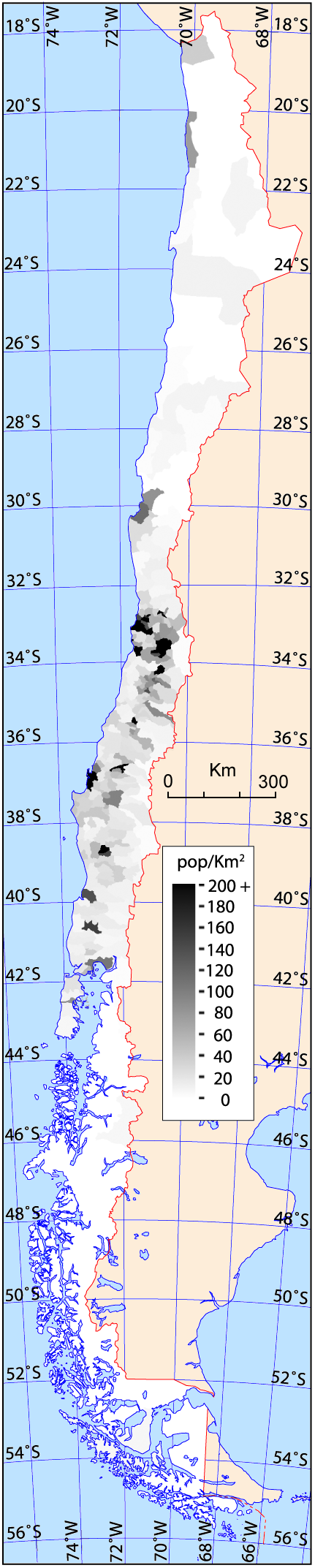
Densidad de población por comuna, según censo 2002.

El XVII Censo Nacional de Población y VI de Vivienda fue el censo de población que se realizó en Chile el 24 de abril de 2002, y que actualizó los datos registrados en el censo realizado diez años antes, en abril de 1992. Su elaboración estuvo a cargo del Instituto Nacional de Estadísticas de Chile (INE). Su lema fue «Censo 2002, todos contamos».
El censo determinó que la población de Chile era de 15 116 435 habitantes.

## Resultados principales
Algunos de los principales datos arrojados por el censo, fueron:
- Sexo:
  - Hombres: 7 447 695
  - Mujeres: 7 668 740
  - Índice de masculinidad: 97,1

- Urbanización:
  - Población urbana: 86,6 %
  - Población rural: 13,4 %

- Edad:
  - Menor de 15 años: 25,7 %
  - Entre 15 y 59 años: 62,9 %
  - 60 años o más: 11,4 %

- Estado civil, mayores de 14 años:
  - Soltero: 34,6 %
  - Casado: 46,2 %
  - Conviviente/Pareja: 8,9 %
  - Separado: 4,7 %
  - Anulado: 0,4 %
  - Viudo: 5,2 %

- Fecundidad, promedio de hijos por mujer: 2,3

- Alfabetización, población de 10 años o más: 95,8 %